# Медовичка ебонітова
Медови́чка ебонітова (Myzomela pammelaena) — вид горобцеподібних птахів родини медолюбових (Meliphagidae). Ендемік Папуа Нової Гвінеї.

## Підвиди
Виділяють п'ять підвидів:
- M. p. ernstmayri Meise, 1929 — дрібні острівці на захід від архіпелагу Адміралтейства;
- M. p. pammelaena Sclater, PL, 1877 — острови Адміралтейства;
- M. p. hades Meise, 1929 — острови святого Маттія[en];
- M. p. ramsayi Finsch, 1886 — острів Тінгвон[de] і дрібні острівці поблизу Нової Ірландії і Нового Гановера[en];
- M. p. nigerrima Salomonsen, 1966 — дрібні острівці на північний схід від Нової Гвінеї

## Поширення і екологія
Ебонітові медовички мешкають на островах на схід від Нової Гвінеї, зокрема на островах архіпелагу Бісмарка. Вони живуть у вологих тропічних лісах і чагарникових заростях, на плантаціях, в парках і садах.